# 샤먼 란스
샤먼 란스(중국어: 厦门蓝狮)는 중국 푸젠성 샤먼을 연고로 하던 축구 클럽 팀이다. 이 팀은 1996년에 창단했으며 중국 슈퍼리그 소속으로 활동했지만 2007년에 강등당하면서 해체되었다.

## 클럽 명칭 역사
- 1996-1997: 샤먼 FC (Xiamen FC, 厦门队)
- 1998: 샤먼 위안화 (Xiamen Yuanhua, 厦门远华)
- 1999: 샤먼 FC (Xiamen FC, 厦门队)
- 2000: 샤먼 샤신 (Xiamen Xiaxin, 厦门厦新)
- 2001-2003: 샤먼 훙스 (Xiamen Hongshi, 厦门红狮)
- 2004: 샤먼 스스 (Xiamen Shishi, 厦门吉祥石狮)
- 2005-2007: 샤먼 란스 (Xiamen Lanshi, 厦门蓝狮)

## 주요 경력
- 지아 B리그/지아 리그: 우승 3회 (1999, 2002, 2005)

## 역대 감독
| 감독     | 임기        |
| -------- | ----------- |
| 가오훙보 | 2004 ~ 2006 |